# Tomasz Grzechowiak
Tomasz Grzechowiak (ur. 14 stycznia 1971 we Wrocławiu) – polski koszykarz występujący na pozycji obrońcy.

## Osiągnięcia
Drużynowe
- 2-krotny wicemistrz Polski (1990, 1992)
- Brązowy medalista mistrzostw Polski (1993)
- Finalista Pucharu Polski (1992)

Indywidualne
- Uczestnik meczu gwiazd PLK (1995)[1]
- Lider PLK w przechwytach (1997)

Reprezentacja
- Uczestnik:
  - kwalifikacji do igrzysk olimpijskich (1992)
  - mistrzostw Europy:
    - U–18 (1990 – 6. miejsce)
    - U–22 (1992 – 11. miejsce)